# FC Gütersloh (2000)/Namen und Zahlen
Dieser Artikel dient der Darstellung bedeutender Statistiken des Fußballclubs FC Gütersloh (2000), für die im Hauptartikel nur wenig Platz ist. An wichtigen Stellen wird dort auf einzelne Abschnitte dieser Datensammlung verlinkt.

## Saisonbilanzen
Grün unterlegte Platzierungen kennzeichnen einen Aufstieg während rot unterlegte Platzierungen auf Abstiege hinweisen.

### Die 2000er Jahre
| Saison  | Liga                 | Level | Platz | S  | U  | N  | Tore  | Punkte | Westfalenpokal     | DFB-Pokal          |
| ------- | -------------------- | ----- | ----- | -- | -- | -- | ----- | ------ | ------------------ | ------------------ |
| 2000/01 | Oberliga Westfalen   | IV    | 04.   | 18 | 09 | 09 | 79:43 | 63     | Achtelfinale       | nicht qualifiziert |
| 2001/02 | Oberliga Westfalen   | IV    | 09.   | 10 | 13 | 11 | 51:58 | 43     | Viertelfinale      | nicht qualifiziert |
| 2002/03 | Oberliga Westfalen   | IV    | 03.   | 21 | 06 | 07 | 77:39 | 69     | Achtelfinale       | nicht qualifiziert |
| 2003/04 | Oberliga Westfalen   | IV    | 08.   | 14 | 07 | 13 | 47:50 | 49     | 1. Runde           | nicht qualifiziert |
| 2004/05 | Oberliga Westfalen   | IV    | 10.   | 11 | 11 | 12 | 47:49 | 44     | Achtelfinale       | nicht qualifiziert |
| 2005/06 | Oberliga Westfalen   | IV    | 03.   | 17 | 08 | 09 | 71:41 | 59     | Achtelfinale       | nicht qualifiziert |
| 2006/07 | Oberliga Westfalen   | IV    | 05.   | 17 | 09 | 08 | 56:38 | 60     | nicht qualifiziert | nicht qualifiziert |
| 2007/08 | Oberliga Westfalen 1 | IV    | 10.   | 12 | 10 | 12 | 44:48 | 46     | Achtelfinale       | nicht qualifiziert |
| 2008/09 | NRW-Liga             | V     | 17.   | 11 | 04 | 21 | 47:77 | 37     | nicht qualifiziert | nicht qualifiziert |
| 2009/10 | Westfalenliga 1      | VI    | 07.   | 15 | 9  | 10 | 58:44 | 54     | nicht qualifiziert | nicht qualifiziert |

### Die 2010er Jahre
| Saison  | Liga                 | Level | Platz | S                                         | U                                         | N                                         | Tore                                      | Punkte                                    | Westfalenpokal     | DFB-Pokal          |
| ------- | -------------------- | ----- | ----- | ----------------------------------------- | ----------------------------------------- | ----------------------------------------- | ----------------------------------------- | ----------------------------------------- | ------------------ | ------------------ |
| 2010/11 | Westfalenliga 1      | VI    | 04.   | 15                                        | 08                                        | 09                                        | 58:42                                     | 54                                        | nicht qualifiziert | nicht qualifiziert |
| 2011/12 | Westfalenliga 1      | VI    | 03.   | 22                                        | 09                                        | 03                                        | 77:23                                     | 75                                        | nicht qualifiziert | nicht qualifiziert |
| 2012/13 | Oberliga Westfalen 2 | V     | 08.   | 13                                        | 07                                        | 14                                        | 46:48                                     | 46                                        | 1. Runde           | nicht qualifiziert |
| 2013/14 | Oberliga Westfalen   | V     | 10.   | 11                                        | 12                                        | 11                                        | 48:55                                     | 45                                        | Achtelfinale       | nicht qualifiziert |
| 2014/15 | Oberliga Westfalen   | V     | 13.   | 09                                        | 11                                        | 14                                        | 37:51                                     | 35                                        | 1. Runde           | nicht qualifiziert |
| 2015/16 | Oberliga Westfalen   | V     | 12.   | 12                                        | 06                                        | 16                                        | 52:61                                     | 42                                        | nicht qualifiziert | nicht qualifiziert |
| 2016/17 | Oberliga Westfalen   | V     | 10.   | 11                                        | 10                                        | 13                                        | 53:55                                     | 43                                        | Viertelfinale      | nicht qualifiziert |
| 2017/18 | Oberliga Westfalen   | V     | 16.   | 05                                        | 06                                        | 19                                        | 24:64                                     | 21                                        | nicht qualifiziert | nicht qualifiziert |
| 2018/19 | Oberliga Westfalen   | V     | 10.   | 13                                        | 05                                        | 16                                        | 48:61                                     | 44                                        | Achtelfinale       | nicht qualifiziert |
| 2019/20 | Oberliga Westfalen   | V     | 11.   | Saisonabbruch wegen der COVID-19-Pandemie | Saisonabbruch wegen der COVID-19-Pandemie | Saisonabbruch wegen der COVID-19-Pandemie | Saisonabbruch wegen der COVID-19-Pandemie | Saisonabbruch wegen der COVID-19-Pandemie | 1. Runde           | nicht qualifiziert |

### Die 2020er Jahre
| Saison  | Liga               | Level | Platz | S                                             | U                                             | N                                             | Tore                                          | Punkte                                        | Westfalenpokal     | DFB-Pokal          |
| ------- | ------------------ | ----- | ----- | --------------------------------------------- | --------------------------------------------- | --------------------------------------------- | --------------------------------------------- | --------------------------------------------- | ------------------ | ------------------ |
| 2020/21 | Oberliga Westfalen | V     | –     | Saison wegen der COVID-19-Pandemie annulliert | Saison wegen der COVID-19-Pandemie annulliert | Saison wegen der COVID-19-Pandemie annulliert | Saison wegen der COVID-19-Pandemie annulliert | Saison wegen der COVID-19-Pandemie annulliert | nicht qualifiziert | nicht qualifiziert |
| 2021/22 | Oberliga Westfalen | V     | 05.   | 11                                            | 06                                            | 03                                            | 29:12                                         | 39                                            | nicht qualifiziert | nicht qualifiziert |
| 2021/22 | Meisterrunde 3     | V     | 05.   | 03                                            | 03                                            | 03                                            | 43:25                                         | 51                                            | nicht qualifiziert | nicht qualifiziert |
| 2022/23 | Oberliga Westfalen | V     | 01.   | 23                                            | 03                                            | 08                                            | 67:38                                         | 72                                            | Sieger             | nicht qualifiziert |
| 2023/24 | Regionalliga West  | IV    | 13.   | 11                                            | 08                                            | 15                                            | 40:61                                         | 41                                            | 2. Runde           | 1. Runde           |
| 2024/25 | Regionalliga West  | IV    | 02.   | 18                                            | 04                                            | 08                                            | 68:40                                         | 58                                            | Viertelfinale      | nicht qualifiziert |
| 2025/26 | Regionalliga West  | IV    |       |                                               |                                               |                                               | :                                             |                                               | tba                | 1. Runde           |

## Persönlichkeiten

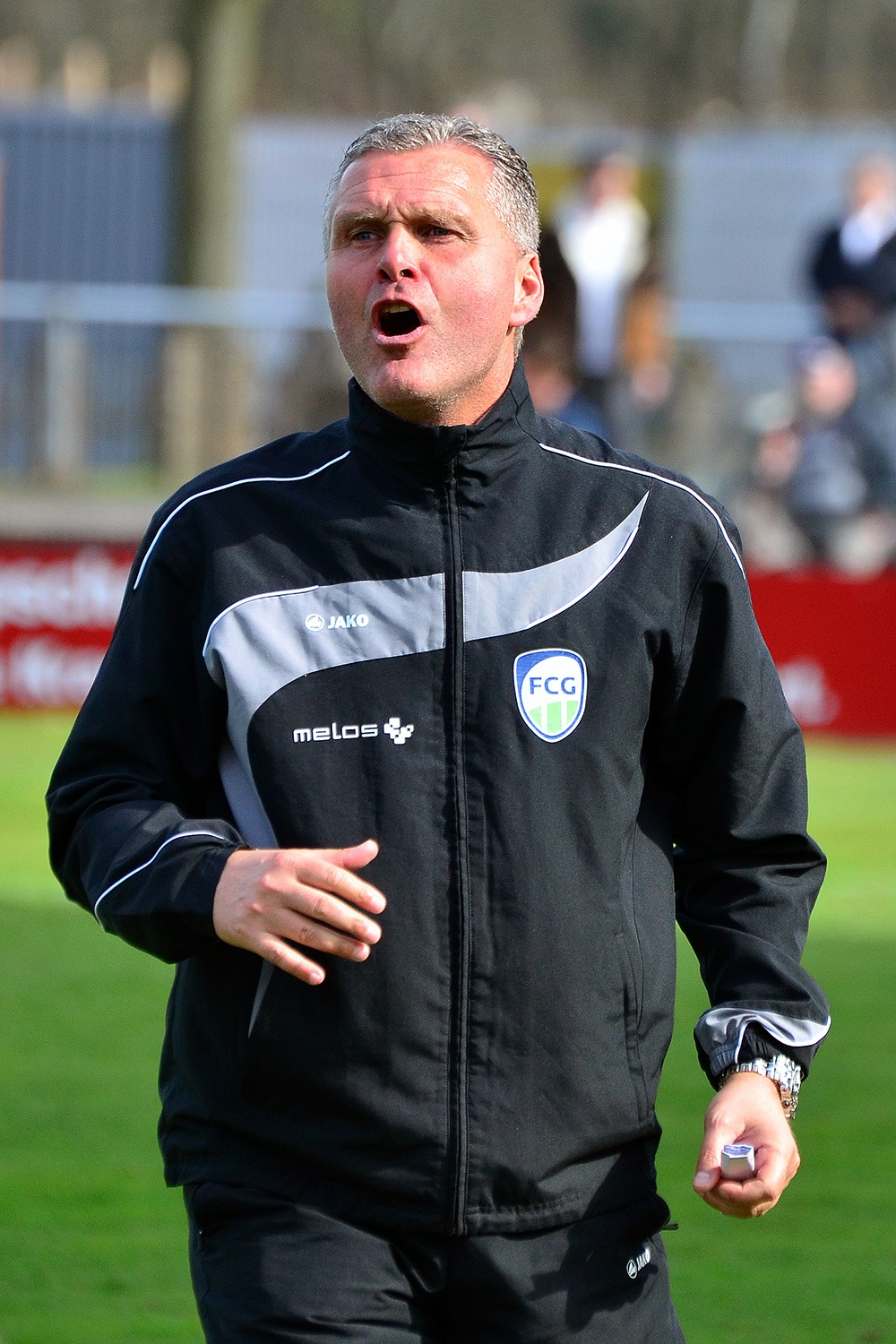
Holger Wortmann

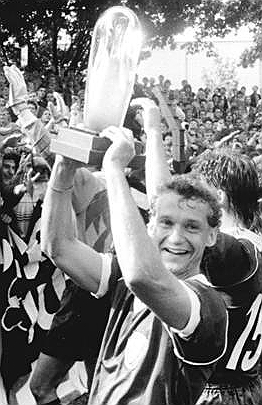
Heiko Bonan

### Trainer
| von / bis                          | Name                | Ereignisse                                                                                 |
| ---------------------------------- | ------------------- | ------------------------------------------------------------------------------------------ |
| 1. Juli 2000 – 11. Dezember 2001   | Georg Kreß          |                                                                                            |
| 11. Dezember 2001 – 30. Juni 2002  | Oliver Ruhnert      |                                                                                            |
| 1. Juli 2002 – 30. Juni 2003       | Maik Walpurgis      |                                                                                            |
| 1. Juli 2003 – 22. Dezember 2004   | Rob Reekers         |                                                                                            |
| 23. Dezember 2004 – 30. Juni 2005  | Fritz Grösche       |                                                                                            |
| 1. Juli 2005 – 30. Juni 2006       | Jörg Weber          |                                                                                            |
| 1. Juli 2006 – 10. April 2007      | Thomas Stratos      |                                                                                            |
| 12. April 2007 – 30. Juni 2007     | Jörg Retzer         | Interimstrainer                                                                            |
| 1. Juli 2007 – 30. Juni 2009       | Alfons Beckstedde   | Qualifikation für die NRW-Liga 2008, Abstieg aus der NRW-Liga 2009                         |
| 1. Juli 2009 – 31. Dezember 2011   | Dirk Flock          |                                                                                            |
| 1. Januar 2012 – 3. Oktober 2014   | Holger Wortmann     | Qualifikation für die wieder eingeführte Oberliga Westfalen 2012                           |
| 3. Oktober 2014 – 13. Oktober 2014 | Lasse Fischer-Riepe | Interimstrainer                                                                            |
| 13. Oktober 2014 – 30. Juni 2016   | Heiko Bonan         |                                                                                            |
| 1. Juli 2016 – 30. Juni 2018       | Fatmir Vata         |                                                                                            |
| 1. Juli 2018 – 26. Februar 2019    | Dennis Brinkmann    |                                                                                            |
| 26. Februar 2019 – 4. März 2019    | Alexander Schiller  | Interimstrainer                                                                            |
| seit 5. März 2019                  | Julian Hesse        | Meister der Oberliga Westfalen, Aufstieg in die Regionalliga und Westfalenpokalsieger 2023 |

### Präsidenten
| von / bis | Name                                      |
| --------- | ----------------------------------------- |
| 2000–2005 | Frank Welsch                              |
| 2005      | Michael Prüfer                            |
| 2005–2008 | Norbert Wöstmann                          |
| 2008      | Detlef Burghardt                          |
| 2008      | Martin Schlautmann                        |
| 2008–2010 | Udo Böning                                |
| 2010–2014 | Dr. Bernd Ruhnke                          |
| 2014–2017 | Andre Niermann                            |
| seit 2017 | Heiner Kollmeyer & Hans-Hermann Kirschner |

### Bester Torschütze nach Spielzeiten
Aufgeführt wird/werden der/die erfolgreichsten Torschützen des FC Gütersloh in jeder Spielzeit ab der Saison 2000/01. Spielernamen in fettgedruckter Schrift kennzeichnen einen Torschützenkönig der jeweiligen Saison.
| Platz   | Spielername                | Tore |
| ------- | -------------------------- | ---- |
| 2000/01 | Mike Terranova             | 25   |
| 2001/02 | Sebastian Hille            | 09   |
| 2002/03 | Alexander Schiller         | 18   |
| 2003/04 | Sebastian Hille            | 10   |
| 2004/05 | Helge Bittner & Yusuf Kaba | 08   |
| 2005/06 | Dirk Flock                 | 16   |
| 2006/07 | Christian Knappmann        | 15   |
| 2007/08 | Daniel Barton              | 09   |
| 2008/09 | Ricardo Borba              | 10   |
| 2009/10 | Lennard Warweg             | 16   |
| 2010/11 | Rafaele Wiebusch           | 17   |
| 2011/12 | Lennard Warweg             | 16   |
| 2012/13 | Lennard Warweg             | 11   |

| Platz   | Spielername                          | Tore |
| ------- | ------------------------------------ | ---- |
| 2013/14 | Vadim Thomas                         | 11   |
| 2014/15 | Vadim Thomas                         | 13   |
| 2015/16 | Lars Schröder                        | 10   |
| 2016/17 | Saban Kaptan                         | 10   |
| 2017/18 | Tugay Gündoğan                       | 05   |
| 2018/19 | Martin Aciz                          | 06   |
| 2019/20 | Eric Yahkem                          | 07   |
| 2020/21 | Dimitrios Nemtsis                    | 04   |
| 2021/22 | Alexander Bannink                    | 06   |
| 2022/23 | Alexander Bannink & Kevin Freiberger | 12   |
| 2023/24 | Patrik Twardzik                      | 09   |
| 2024/25 | Patrik Twardzik                      | 20   |

## Bedeutende Mannschaften
| Westfalenmeister und Westfalenpokalsieger 2023 | |
| Tor                                            | Jarno Peters, Daniel Szczepankiewicz, Berkay Yilmaz                                                                                              |
| Abwehr                                         | Samy Benmbarek, Lars Beuckmann, Jannik Enning, Nils Köhler, Marcel Lücke, Janik Steringer, Pascal Widdecke, Christian Will                       |
| Mittelfeld                                     | Alexander Bannink, Nico Bartling, Nico Buckmaier, Allan Firmino Dantas, Ilias Illig, Aleksandar Kandić, Jonas Knuth, André Kording, Tim Manstein |
| Sturm                                          | Timofey Dymchenko, Markus Esko, Kevin Freiberger, Tekin Gencoglu, Matthias Haeder, Dimitrios Nemtsis, Vincent Ocansey                            |
| Trainer                                        | Julian Hesse |

## Bedeutende Spiele

### Erstes Spiel der Vereinsgeschichte
| FC Gütersloh – Westfalia Herne 1:0 | |
| Austragungsort                     | Heidewaldstadion, Gütersloh, 3500 Zuschauer |
| Aufstellung                        | Andreas Jakobtorweihen – Devrim Kalyci, Dimitrios Kalaitsis (89. Robert Samarzija), Ralf Lewe, Gürsel Atmaca, Michael Lorenz (89. Tobias Stock), Tim Brinkmann (80. Sebastian Hille), Marc-André Narewsky, Ivan Kandic, Steffen Enge, Mike Terranova |
| Trainer                            | Georg Kreß |
| Tore                               | 1:0 Michael Lorenz (46.) |

### Westfalenpokalfinale 2023
| SpVgg Erkenschwick – FC Gütersloh 0:0, 3:4 i. E. | |
| Austragungsort                                   | Westfalia-Sportpark, Hamm, 2200 Zuschauer |
| Aufstellung                                      | Jarno Peters – Samy Benmbarek, Marcel Lücke, Janik Steringer, Pascal Widdecke – Alexander Bannink (75. Matthias Haeder), Nico Buckmaier (75. Jannik Enning), Allan Firminio Dantas, Tim Manstein – Markus Esko (81. Aleksandar Kandić), Kevin Freiberger |
| Trainer                                          | Julian Hesse |
| Tore                                             | Fehlanzeige |
| Elfmeterschießen                                 | Matthias Haeder, Janik Steringer, Kevin Freiberger, Allan Firminio Dantas Tim Manstein |

### DFB-Pokalspiel gegen Holstein Kiel 2023
| FC Gütersloh – Holstein Kiel 0:2 | |
| Austragungsort                   | Heidewaldstadion, Gütersloh, 5259 Zuschauer |
| Aufstellung                      | Jarno Peters – Julian Schauerte, Jeffrey Obst, Lars Beuckmann, Pascal Widdecke – Patrik Twardzik , Tim Manstein (68. Lennard Rolf), Kevin Freiberger , Nico Buckmaier (67. Vincent Ocansey), Allan Firminio Dantas (89. Eduard Probst) – Markus Esko (67. Aleksander Kandic) |
| Trainer                          | Julian Hesse |
| Tore                             | 0:1 Hólmbert Friðjónsson (72.), 0:2 Hólmbert Friðjónsson (90.+3) |

### DFB-Pokalspiel gegen den 1. FC Union Berlin 2025
| FC Gütersloh – 1. FC Union Berlin 0:5 | |
| Austragungsort                        | Heidewaldstadion, Gütersloh, 9236 Zuschauer |
| Aufstellung                           | Tim Matuschewsky – Fynn Arkenberg (90.+1 Hannes John), Justus Henke (90.+1 Jannik Borgmann), David Winke, Erik Lanfer – Björn Rother, Jan-Lukas Liehr (79. Niklas Frese), Aleksandar Kandić (46. Sandro Reyes ), Julius Langfeld, Luis Frieling (79. Paolo Maiella) – Patrik Twardzik |
| Trainer                               | Julian Hesse |
| Tore                                  | 0:1 Robert Skov (19.), 0:2 Leopold Querfeld (35.), 0:3 Danilho Doekhi (43.), 0:4 Andrej Ilić (78.), 0:5 Jeong Woo-yeong (90.+4) |